# Niedźwiedzi Kąt
Niedźwiedzi Kąt (1945 bis 2012 (?) Niedźwiedzica, deutsch Bärenwinkel) ist ein kleiner Ort in der polnischen Woiwodschaft Ermland-Masuren und gehört zur Gmina Świętajno (Landgemeinde Schwentainen, 1938 bis 1945 Altkirchen (Ostpr.)) im Powiat Szczycieński (Kreis Ortelsburg).

## Geographische Lage
Niedźwiedzi Kąt liegt in der südlichen Mitte der Woiwodschaft Ermland-Masuren, 27 Kilometer östlich der Kreisstadt Szczytno (deutsch Ortelsburg).

## Geschichte
Bärenwinkel wurde im Jahre 1873 gegründet und war eine zum Staatsforst Puppen (polnisch Spychowo) im ostpreußischen Kreis Ortelsburg gehörende Försterei. Im Jahre 1910 wurden hier 177 Einwohner registriert. 1939 wurde der Ort als der Oberförsterei Puppen zugeordnete Revierförsterei genannt.
1945 kam Bärenwinkel in Kriegsfolge mit dem gesamten südlichen Ostpreußen zu Polen und erhielt die polnische Namensform „Niedźwiedzica“, die ab 2013 (?) in „Niedźwiedzi Kąt“ umgeändert wurde. Die heutige Waldsiedlung (polnisch Osada leśna) ist heute eine Ortschaft innerhalb der Gmina Świętajno (Schwentainen, 1938 bis 1945 Altkirchen (Ostpr.)) im Powiat Szczycieński (Kreis Ortelsburg), bis 1998 der Woiwodschaft Olsztyn, seither der Woiwodschaft Ermland-Masuren zugehörig.

## Kirche
Bis 1945 war Bärenwinkel in die evangelische Kirche Puppen in der Kirchenprovinz Ostpreußen der Kirche der Altpreußischen Union sowie in die römisch-katholische Kirche Ortelsburg im Bistum Ermland eingepfarrt.
Heute gehört Niedźwiedzi Kąt zur römisch-katholischen Pfarrei Spychowo im jetzigen Erzbistum Ermland, außerdem zur evangelischen Kirche Szczytno in der Diözese Masuren der Evangelisch-Augsburgischen Kirche in Polen.

## Verkehr
Niedźwiedzi Kąt ist über eine Nebenstraße zu erreichen, die bei Szklarnia (Adamsverdruß) von der Landesstraße 59 abzweigt und direkt in den Ort führt. Die nächste Bahnstation ist Spychowo (Puppen) an der Bahnstrecke Olsztyn–Ełk.